# Mekliganj
Mekliganj è una suddivisione dell'India, classificata come municipality, di 10.833 abitanti, situata nel distretto di Cooch Behar, nello stato federato del Bengala Occidentale. In base al numero di abitanti la città rientra nella classe IV (da 10.000 a 19.999 persone).

## Geografia fisica
La città è situata a 26° 21' 0 N e 88° 55' 0 E e ha un'altitudine di 57 m s.l.m..

## Società

### Evoluzione demografica
Al censimento del 2001 la popolazione di Mekliganj assommava a 10.833 persone, delle quali 5.592 maschi e 5.241 femmine. I bambini di età inferiore o uguale ai sei anni assommavano a 1.515, dei quali 778 maschi e 737 femmine. Infine, coloro che erano in grado di saper almeno leggere e scrivere erano 6.563, dei quali 3.809 maschi e 2.754 femmine.